# ビテット
ビテット（イタリア語: Bitetto）は、イタリア共和国プッリャ州バーリ県にある、人口約1万2000人の基礎自治体（コムーネ）。

## 地理

### 位置・広がり

#### 隣接コムーネ
隣接するコムーネは以下の通り。
- ビネット
- ビトント
- ビトリット
- モドゥーニョ
- パーロ・デル・コッレ
- サンニカンドロ・ディ・バーリ